# 魯多維奇寶座浮雕
魯多維奇寶座浮雕（英語：Ludovisi Throne）是古老的白色大理石雕刻品，背面挖空，三個外表面上刻有淺浮雕（不是用實際用來坐的寶座）。其真實性尚有爭議；大多数接受其真實性的人認為它来自大希臘地區的西希臘，並從它所表現出的嚴肅風格（又稱早期古典風格，是古風時期和早期古典之間的過渡風格）將其追溯到公元前460年左右。魯多維奇寶座浮雕自1894年被義大利政府購買以來一直保存在羅馬阿爾騰普斯宮的羅馬國家博物館。

## 描述

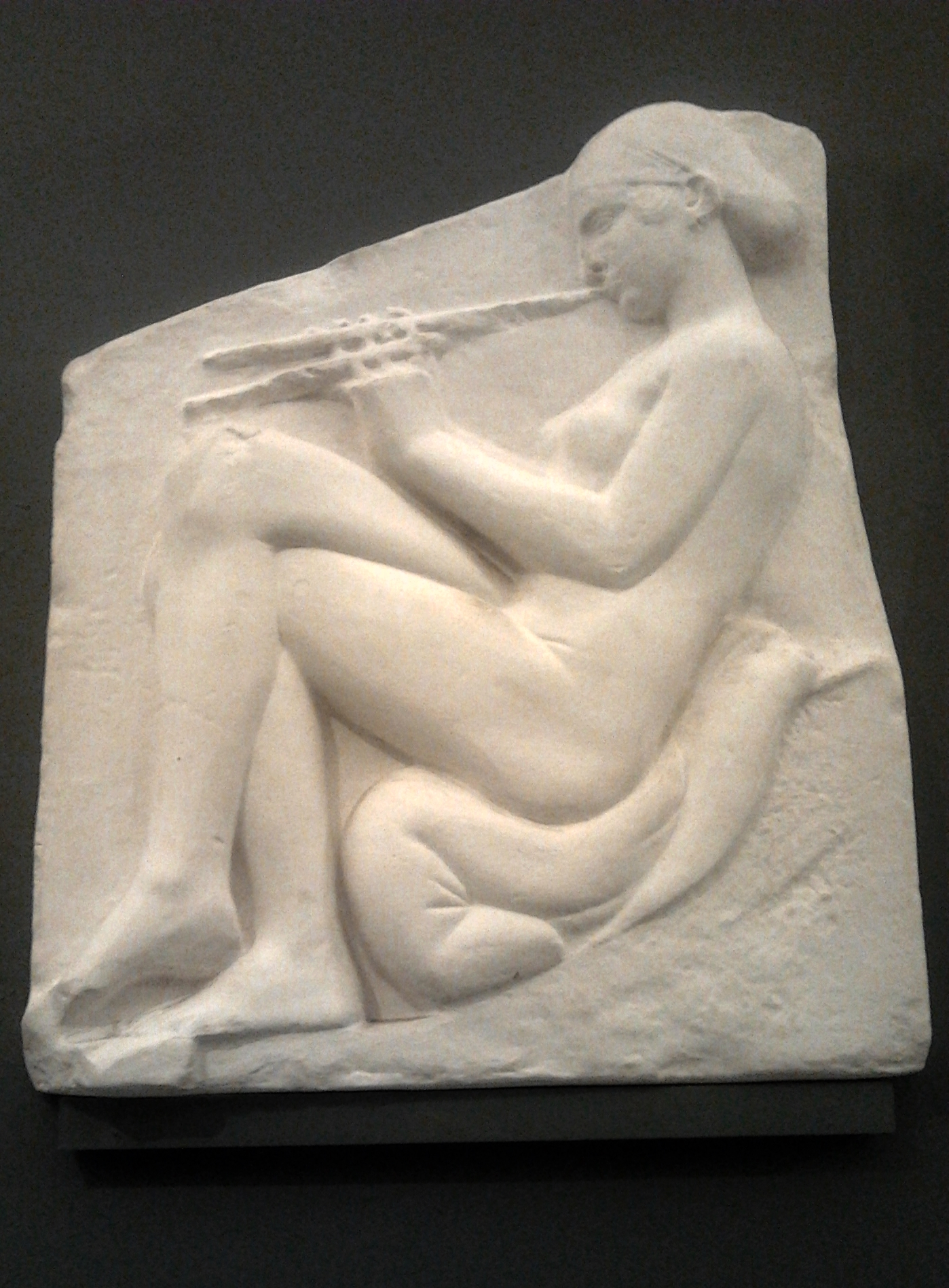
左板：一位演奏阿夫洛斯管的女士

中央浮雕通常被解讀為阿芙蘿黛蒂從海中升起（高0.9公尺，長1.42公尺），此為著名的繪畫主題海中升起的維納斯。女神穿著貼身、薄如蟬翼的帷幔，由兩名站在岸上陪伴的荷賴協助，她們準備用共同握住的織物遮住女神，這塊織物遮住了其腰部以下。兩側的浮雕謹慎地背向中心主題的神跡。右側的浮雕顯示了一個蹲著的戴著面紗獻香的女人，她從左手拿的香爐（Thymiaterion）取出香粒放進座上的香爐。右板的尺寸為高0.87公尺，長0.69公尺。另一幅作品展示了一位坐著的年輕裸女，一隻膝蓋搭在另一隻膝蓋上 ，演奏著一種名為阿夫洛斯管的雙長笛；頭髮用方頭巾包起來。左板的尺寸為高度0.84公尺，長度0.68公尺。
該主題的圖像學在古典時代是獨一無二的，因此浮雕的主題本身就存在疑問。由於在側的侍從站在卵石鋪蓋的地上，因此也提出了另一種觀點：正在出現的人物是一位正在儀式性著衣的冥府女神（可能是珀耳塞福涅），她從大地的裂縫中升起 （潘多拉在雅典風格的瓶畫中也有類似的表現），或者赫拉正從提林斯附近的卡納索斯泉重生，成為處女赫拉（Hera Parthenos）。

## 質疑

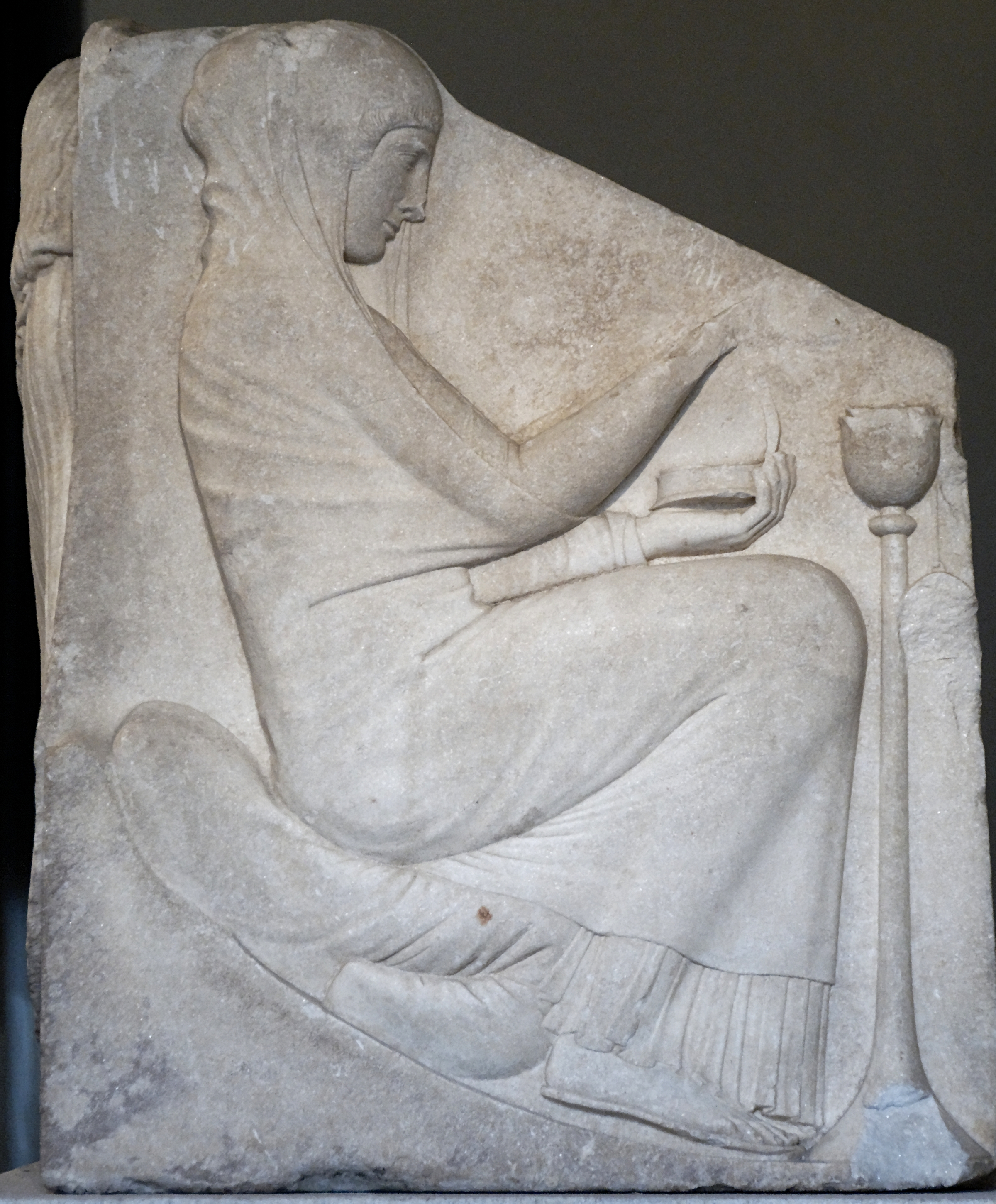
右圖：蹲伏蒙面上香的女子

這一時期（約公元前460 年）唯一的其他女性裸體描繪是在雅典風格的陶器上。傑羅姆·艾森伯格（Jerome Eisenberg）在 1996 年《密涅瓦》雜誌上發表的一篇文章中總結了對解剖學和細節上的異常的評論，以及對魯多維奇寶座浮雕真實性的疑問，並在一定程度上斷言，演奏長笛的交際花源自一件公元前六世纪末由歐弗洛尼奧斯創作的冷酒罈（psykter）（這可見於1857年艾米塔吉博物館發表的坎帕纳收藏）。艾森伯格注意到，晚了許久的古羅馬對佩涅洛佩哀悼奥德修斯的描繪是古典雕刻中唯一會描繪女人雙腿交叉的圖像學類型：畫面中的佩涅洛佩穿著完整服裝，與忒勒马科斯正一起等待奧德修斯返回伊薩卡，佩涅洛佩雙腿交叉（左腿放在右腿上，視角來自左邊）。該作品為在丘西的雅典風格的红繪式雙耳深酒碗（skyphos），可追溯至公元前440年

## 寶座
魯多維奇寶座於1887年在羅馬的魯多維奇別墅（Villa Ludovisi）發現，在從前是廣闊空地的地方找到，這裡也是古老的薩盧斯特花園（Gardens of Sallust）的所在地。因為魯多維奇寶座被移置到魯多維奇別墅而因此得名。魯多維奇家族是一個教皇家族，自十七世紀初以來一直是贊助人和收藏家。1894年，由於財政困難，魯多維奇的藏品被迫出售給義大利政府。魯多維奇別墅的空地被劃分成多塊，街道被貫通，該地區得到了發展，發生了不可逆的變遷。關於該物的原始用途、浮雕的含義和製作地點的結論都存在爭議，但在1982年它被有把握地與在卡拉布里亞大區洛克里附近的馬拉薩（Marasà）的一座被新近研究的神廟關聯在一起。這是一座阿芙蘿黛蒂的愛奧尼亞神廟，內部曾在公元前480年重建。對寶座的復原被證明完全與神廟基台中的剩餘石塊吻合，研究也提出，魯多維奇寶座是希臘殖民地洛克里·埃皮澤菲里（Locri Epizefiri）的宗教信仰所用的紅陶祈願飾板（votive plaques），也稱皮納克斯（Pinax），這是唯一與寶座相似的風格。

## 波士頓寶座
波士頓寶座（Boston Throne）是魯多維奇寶座浮雕的孿生作品，但完成度沒這麼高。波士頓寶座於1894 年在魯多維奇寶座浮雕被拍賣後不久出現，鑑賞家愛德華·佩里·沃倫（Edward Perry Warren）將其買下後捐贈給波士頓美術館，但這件作品廣受質疑。1996年在威尼斯格拉西宮舉行的研討會對這兩件作品進行比較，波士頓寶座若非1894 年的偽造品，則可能是一座用於完善薩盧斯特花園中的希臘雕刻品的古羅馬雕刻品。托馬斯·霍文曾任大都會藝術博物館館長，他回憶起一位義大利藝術品經銷商告訴他，孿生的波士頓寶座是卓越的造假者阿爾西奧·多塞納（Alceo Dossena）的作品。 

## 註記
1. ↑  Most references note the anatomical impossibility of the right thigh's positioning.
2. ↑  This suggestion was first made in 1922 by Bernard Ashmole, in Journal of Hellenic Studies 42 pp. 248-53.

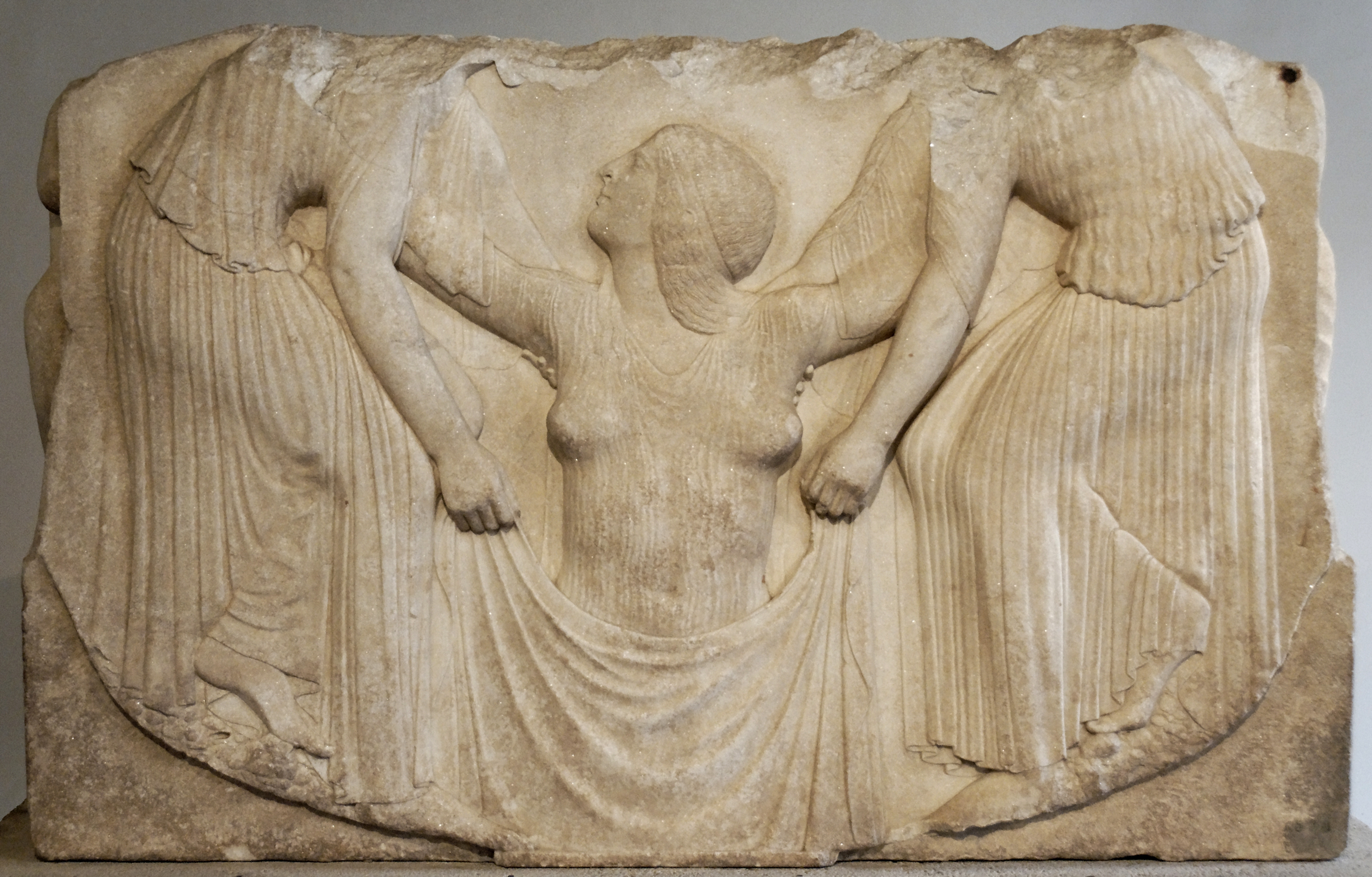
主板：「阿芙蘿黛蒂從海中升起」

3. ↑  The comparison with roughly contemporaneous terracotta votive figures at Tiryns of Hera with a square cloth shielding her breasts, was noted by S. Casson, "Hera of Kanathos and the Ludovisi Throne" The Journal of Hellenic Studies 40.2 (1920, pp. 137-142) p 139. "The cloth, which is clearly the distinguishing cult-sign in these statuettes, is the symbol of Hera τελεία as opposed to Hera παρθένος, whom we may imagine as nude or very lightly clad, and, above all, with her breasts uncovered."
4. ↑  The last Ludovisi constructed the palatial new palazzo that was sold to Queen Margherita and now houses the American Embassy
5. ↑  The name was given to the sculpture in an 1892 article by E. Petersen in Römische Mitteilungen, VII, (1892) pp 31-80.
6. ↑  Hatswick 2004
7. ↑  Ashmole had linked it to a foundation at Locri in 1922; it was his figure on p. 252.
8. ↑  Terra 1997
9. ↑  Schindler, Rebecca K. . Electronic Antiquity:Communicating The Classics. November 2007, 11 (1)  [23 November 2020]. （原始内容存档于2023-06-26）.
10. ↑  Thomas Hoving, 1981. King of the Confessors. Simon & Schuster, p. 172.